# Mayvihanet Borges
Mayvihanet Borges (7 de mayo de 1998) es una deportista cubana que compite en piragüismo en la modalidad de aguas tranquilas. Ganó dos medallas en los Juegos Panamericanos de 2019.

## Palmarés internacional
| Juegos Panamericanos | Juegos Panamericanos | Juegos Panamericanos | Juegos Panamericanos |
| Año                  | Lugar                | Medalla              | Competición          |
| -------------------- | -------------------- | -------------------- | -------------------- |
| 2019                 | Lima (Perú)          | Medalla de oro       | C2 500 m             |
| 2019                 | Lima (Perú)          | Medalla de bronce    | C1 200 m             |